# Lebohang Mokoena
Lebohang Mokoena (Soweto, 29 settembre 1986) è un ex calciatore sudafricano, di ruolo attaccante.

## Carriera

### Club
Ha giocato nel campionato sudafricano.

### Nazionale
Conta 8 presenze con la nazionale sudafricana.